# Dawny kościół Wniebowzięcia Najświętszej Marii Panny w Bruśniku
Kościół Wniebowzięcia Najświętszej Marii Panny – dawny kościół w Bruśniku w województwie małopolskim, w powiecie tarnowskim, w gminie Ciężkowice.

## Historia
Pierwotnie kościół został wzniesiony na przełomie XV/XVI wieku w stylu gotycko-barokowym. Był wówczas jednonawowy, z murowanym prezbiterium. W latach 1555–1598 został zamieniony przez właściciela wsi Piotra Rożena na zbór protestancki, który następnie został odnowiony przez Stanisława Rożena. Kościół został przebudowany ok. 1780 roku, a fundatorką przebudowy była Elżbieta Fihauzerowa. Dobudowano wówczas murowaną nawę oraz drewnianą dzwonnicę. W kościele znajdował się także ołtarz główny z 1870 roku z obrazem Matki Bożej z Dzieciątkiem (XV/XVI wiek). Na dzwonnicy zawieszono dzwon gotycki z plakietkami Ukrzyżowania (XIV/XV wiek) oraz dzwon barokowy z plakietkami herbów Abdank i Gryf (1670).
W 1901 roku świątynię zburzono, a w jej miejscu zbudowano w 1903 nowy kościół według projektu architekta Jana Sas-Zubrzyckiego.